# Komisja Gospodarki
Komisja Gospodarki (skrót: GOS) – jest stałą komisją sejmową, która zajmuje się sprawami polityki gospodarczej. W szczególności: restrukturyzacją gospodarki, efektywnością przemysłu, handlu międzynarodowego i wewnętrznego, technologii, inwestycji bezpośrednich i udziału kapitału zagranicznego oraz samorządu pracowniczego, gospodarczego i pracodawców. Zajmuje się też sprawami związanymi z tworzeniem właściwych podstaw prawnych dla powstawania, działania i rozwoju małych i średnich przedsiębiorstw prowadzonych przez różne podmioty gospodarcze, dostosowywaniem norm prawnych (również w procesie legislacyjnym) do potrzeb i możliwości działania takich przedsiębiorstw; sprawami rozwoju rzemiosła, spółdzielczości oraz działalności gospodarczej w zakresie drobnej wytwórczości oraz usług, sprawami turystyki, a także sprawami ochrony przed działaniem monopoli, w szczególności monopoli naturalnych, zapewniania wolności konkurencji na rynku, zasadności koncesjonowania zawodów i działalności gospodarczej, przeciwdziałania monopolizacji oraz ochrony praw konsumenta.
Komisja działa od 1997, zastąpiła wcześniej działającą Komisję Polityki Gospodarczej, Budżetu i Finansów.

## Przewodniczący komisji
| poseł              | partia                       | okres urzędowania         |
| ------------------ | ---------------------------- | ------------------------- |
| Zbigniew Kaniewski | Sojusz Lewicy Demokratycznej | od 1997 roku do 2001 roku |
| Adam Szejnfeld     | Platforma Obywatelska        | od 2001 roku do 2005 roku |
| Artur Zawisza      | Prawo i Sprawiedliwość       | od 2005 roku do 2006 roku |
| Maks Kraczkowski   | Prawo i Sprawiedliwość       | od 2006 roku do 2007 roku |
| Wojciech Jasiński  | Prawo i Sprawiedliwość       | od 2007 roku              |

## Prezydium komisji
- Wojciech Jasiński (PiS) – przewodniczący
- Maks Kraczkowski (PiS) – zastępca przewodniczącego
- Sławomir Nitras (PO) – zastępca przewodniczącego
- Antoni Mężydło (PO) – zastępca przewodniczącego
- Andrzej Czerwiński (PO) – zastępca przewodniczącego
- Mieczysław Kasprzak (PSL) – zastępca przewodniczącego